# Angelogelasinus amuricola
Angelogelasinus amuricola är en tvåvingeart som först beskrevs av Friedrich Georg Hendel 1927.  Angelogelasinus amuricola ingår i släktet Angelogelasinus och familjen borrflugor. Inga underarter finns listade i Catalogue of Life.